# John Vernon
John Vernon, född Adolphus Raymondus Vernon Agopsowicz den 24 februari 1932 i Zehner, Saskatchewan, död 1 februari 2005 i Los Angeles, Kalifornien, var en kanadensisk skådespelare.

## Filmografi i urval
- 1967 – Point Blank
- 1968 – Bröderna Cartwright (TV-serie)
- 1969 – High Chaparral (TV-serie)
- 1969 – Topaz
- 1970 – Hawaii Five-O (TV-serie)
- 1971 – Dirty Harry
- 1971 – Slutspel
- 1972 – Fruktan är mitt vapen
- 1974 – Sweet Movie
- 1975 – Brannigan
- 1975 – Krutrök (TV-serie)
- 1976 – Mannen utanför lagen
- 1977 – En alldeles särskild dag
- 1978 – Deltagänget
- 1980 – Herbie vild och galen
- 1985 – Tre nördar i Palm Springs
- 1987 – Ernest Goes to Camp
- 1995 – Prime Suspect

## Teater

### Roller
| År   | Roll             | Produktion                              | Regi        | Teater                        |
| ---- | ---------------- | --------------------------------------- | ----------- | ----------------------------- |
| 1965 | Hernardo de Soto | The Royal Hunt of the Sun Peter Shaffer | John Dexter | ANTA Playhouse, New York, USA |